# 波爾迪姆

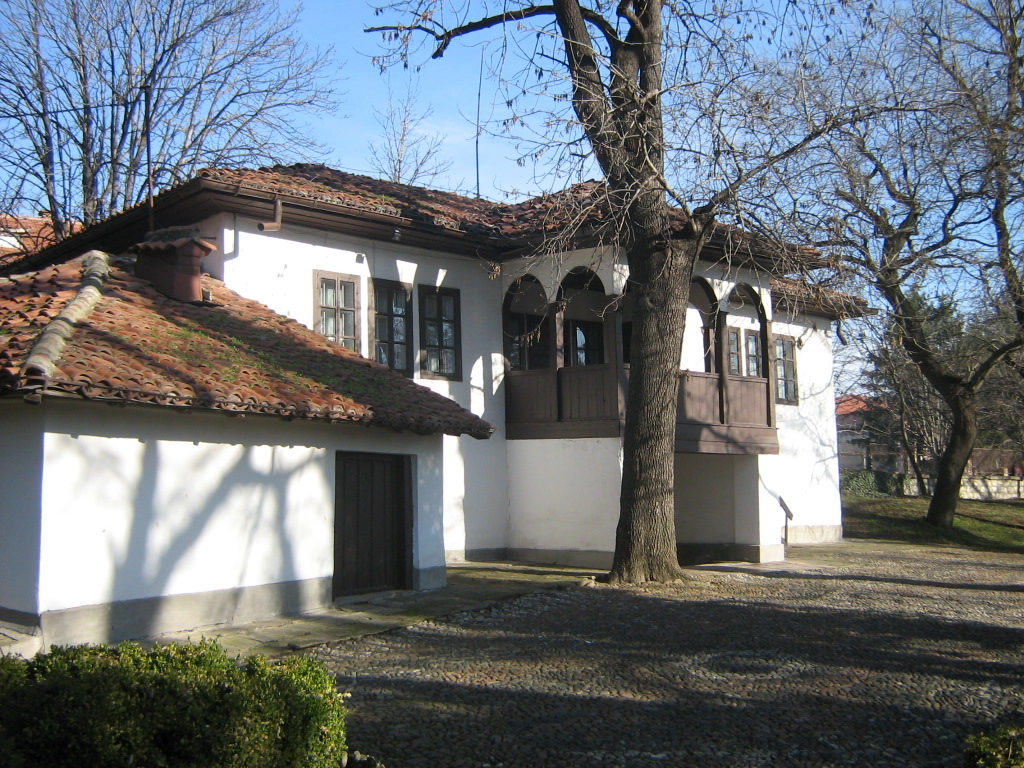

波爾迪姆是保加利亞的城鎮，位於該國北部，距離首府普列文20公里，由普列文州負責管轄，面積47.23平方公里，海拔高度155米，受大陸性氣候影響，2010年人口2,143，居民主要信奉東正教。